# John Lanchester

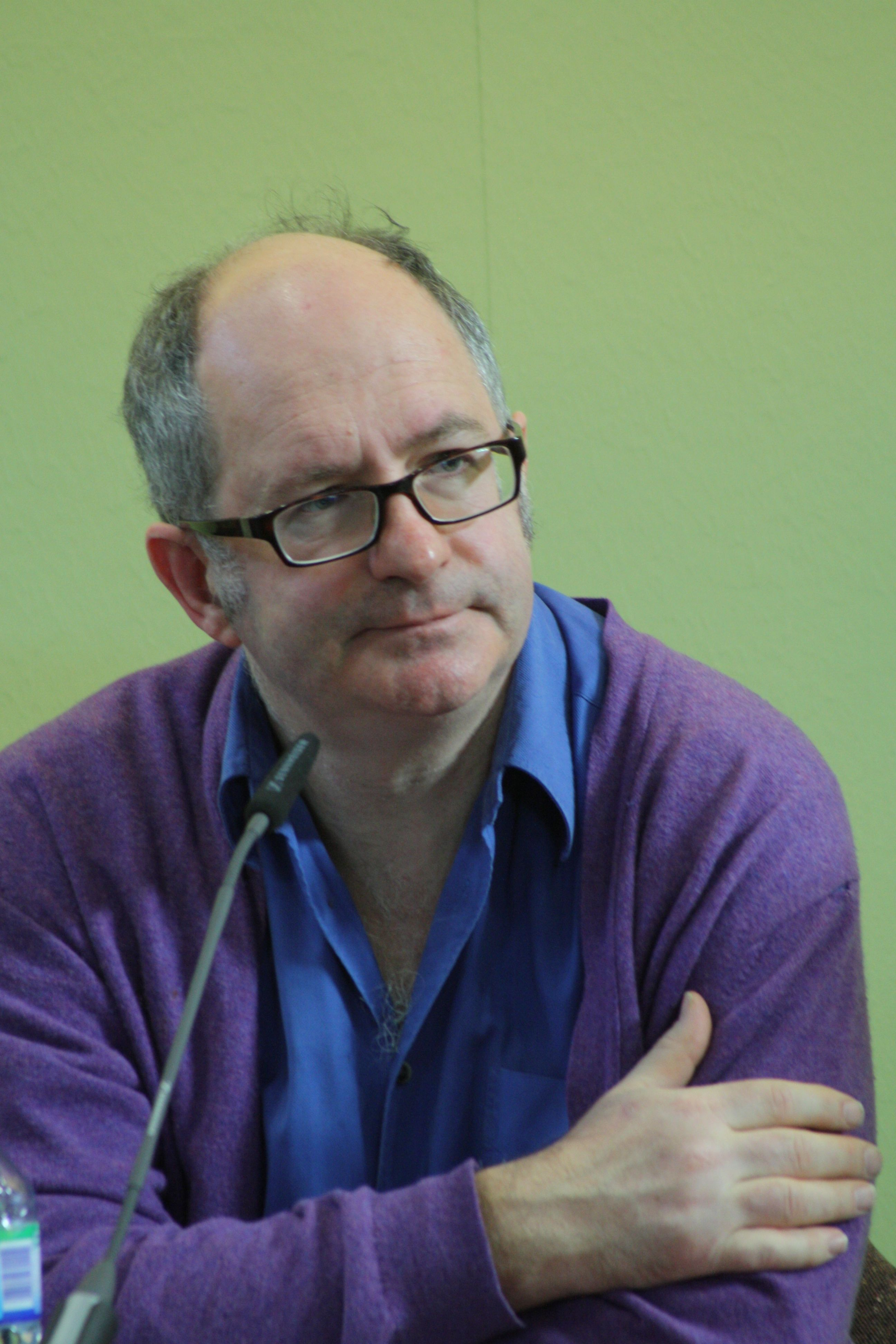
John Lanchester (2013)

John Henry Lanchester född 25 februari 1962, är en brittisk journalist och författare. Han föddes i Hamburg men växte upp i Fjärran östern och studerade i England vid Gresham's School, Holt mellan åren 1972 och 1980 och vid St John's College, Oxford. Lanchester har skrivit tre romaner: The Debt to Pleasure (1996), Mr Phillips (2000) och Fragrant Harbour (2002). 
The Debt to Pleasure vann 1996 års Whitbread Book Award i kategorin debutroman och 1997 års Hawthornden Prize. Den handlar om en mans liv, genom hans tankar då han genomför en mystisk resa runt Frankrike. 
Mr Phillips beskriver en dag i Victor Phillips liv, en medelålders bokförare som har blivit arbetslös, men som inte har sagt detta till sin familj. Han tillbringar dagen med att resa runt i London. 
Fragrant Harbour utspelar sig i Hongkong på 1980-talet. Den berättar historien om tre immigranter på ön.  
2007 gavs memoaren Family Romance ut. Den handlar om hans mor, en nunna som lämnade sitt gamla liv bakom sig, bytte namn, förfalskade sin ålder och dolde detta från sin man och sin son fram till sin död.